# NGC 7718
NGC 7718 (również PGC 71959 lub UGC 12712) – galaktyka spiralna (S?), znajdująca się w gwiazdozbiorze Pegaza. Odkrył ją Albert Marth 6 września 1863 roku.